# Gewone citroenkorst
Gewone citroenkorst (Flavoplaca citrina) is een korstmos uit de familie Teloschistaceae.

## Determinatie
Gewone citroenkorst is een korstvormig korstmos met een geel, soredieus thallus. De soort heeft oranje apotheciën. Een deels soredieuze rand is regelmatig aanwezig. Na reactie met K+ kleurt hij paars.

### Gelijkende taxa
De soort wordt wel verward met valse citroenkorst (Flavoplaca flavocitrina), die deels uit gladde schubjes bestaat en een voorkeur heeft voor horizontale oppervlakken, zoals stoeptegels en bovenkanten en schuin-aflopende randen van muren.

## Ecologie
Gewone citroenkorst groeit vooral epilitisch, maar is ook als epifyt te vinden op stoffige boomvoeten. De soort heeft een sterke voorkeur voor eutrofe tot hypertrofe, basische tot neutrale, verticale oppervlakken. Voorbeelden zijn geëutrofieerde muren en de droge zijde van populieren en iepen.

### Syntaxonomie
In de syntaxonomie staat gewone citroenkorst te boek als zwakke kensoort voor de citroenkorst-associatie.

## Verspreiding
In Nederland is gewone citroenkorst een vrij algemene soort. Hij is niet bedreigd en staat niet op de rode lijst.